# Bandera de Sarrià de Ter
La bandera oficial de Sarrià de Ter té la següent descripció:
Bandera apaïsada de proporcions dos d'alt per tres de llarg, amb una faixa inferior dentada de 8 dents i dues mitges dents apuntant a baix, groga, situada entre els punts 5/9 i 6/9 de l'alçària del drap, i una faixa inferior ondada de cinc ones blanques, situada entre els punts 7/9 i 8/9 de l'alçària del drap.
Va ser aprovada el 23 d'octubre de 1991 i publicada en el DOGC el 15 de novembre del mateix any amb el número 1518.
La faixa inferior dentada és un senyal parlant en al·lusió a una serra que fa referència a Sarrià. La faixa onadada blanca fa representa el riu Ter.